# Dysphagia lusoria
Dysphagia lusoria (или Bayford-Autenrieth dysphagia) е състояние, характеризиращо се с трудно преглъщане, причинено от аберантна лява субклавична артерия. Състоянието е открито от David Bayford през 1761 г. и за първи път описано официално от него през 1787 г.

## Епоним
David Bayford нарича състоянието така, защото на латински: lusus naturæ означава „естествена аномалия“. Дисфагия на Bayford-Autenrieth е епоним за Bayford и Autenrieth.

## Патофизиология
По време на развитието на аортата и по точно на аортната дъга, ако проксималният сегмент на дясна 4 дъга изчезне вместо дисталният сегмент, дясната субклавична артерия излиза от аортната дъга като последен клон. После тя продължава зад хранопровода (много рядко пред хранопровода или дори пред трахеята), за да осигури кръвоснабдяването на дясната ръка. Това води до компресия върху хранопровода и съответно до дисфагия. Възможно е това състояние да е причина за кървене от горен гастроинтестинален отдел, което да доведе до хематемеза или мелена.

## Лечение
Лечението се състои в хирургична корекция. Реконструкция или лигатура на аберантната дясна сублавична артерия като достъпът може да е чрез стернотомия или през шийна област. 